# Vân sam Na Uy

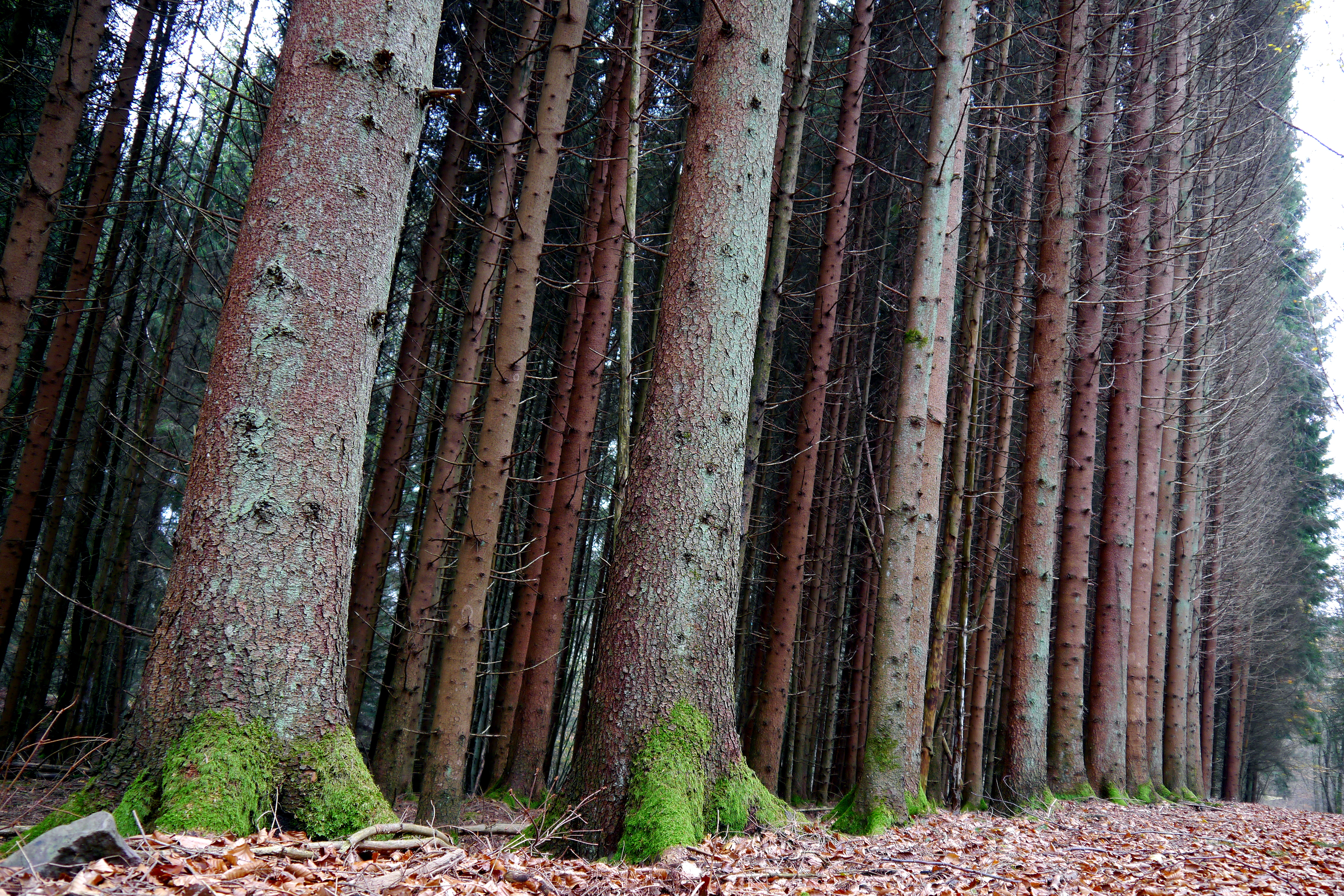
Gốc cây vân sam Na Uy

Picea abies, có tên gọi khác là Vân sam Na-uy, là một loài thực vật hạt trần trong họ Thông. Loài này được (L.) H.Karst. miêu tả khoa học đầu tiên năm 1881. 
Đây là loài bản địa châu Âu.
Đó là một loại cây lá kim thường xanh lớn, phát triển nhanh cao 35–55 m và có đường kính thân cây từ 1 đến 1,5 m. Nó có thể phát triển nhiên tới
(3 ft) mỗi năm trong 25 năm đầu tiên trong điều kiện tốt nhưng phát triển chậm lại khi trên 20 năm tuổi.